# Magnus Lund

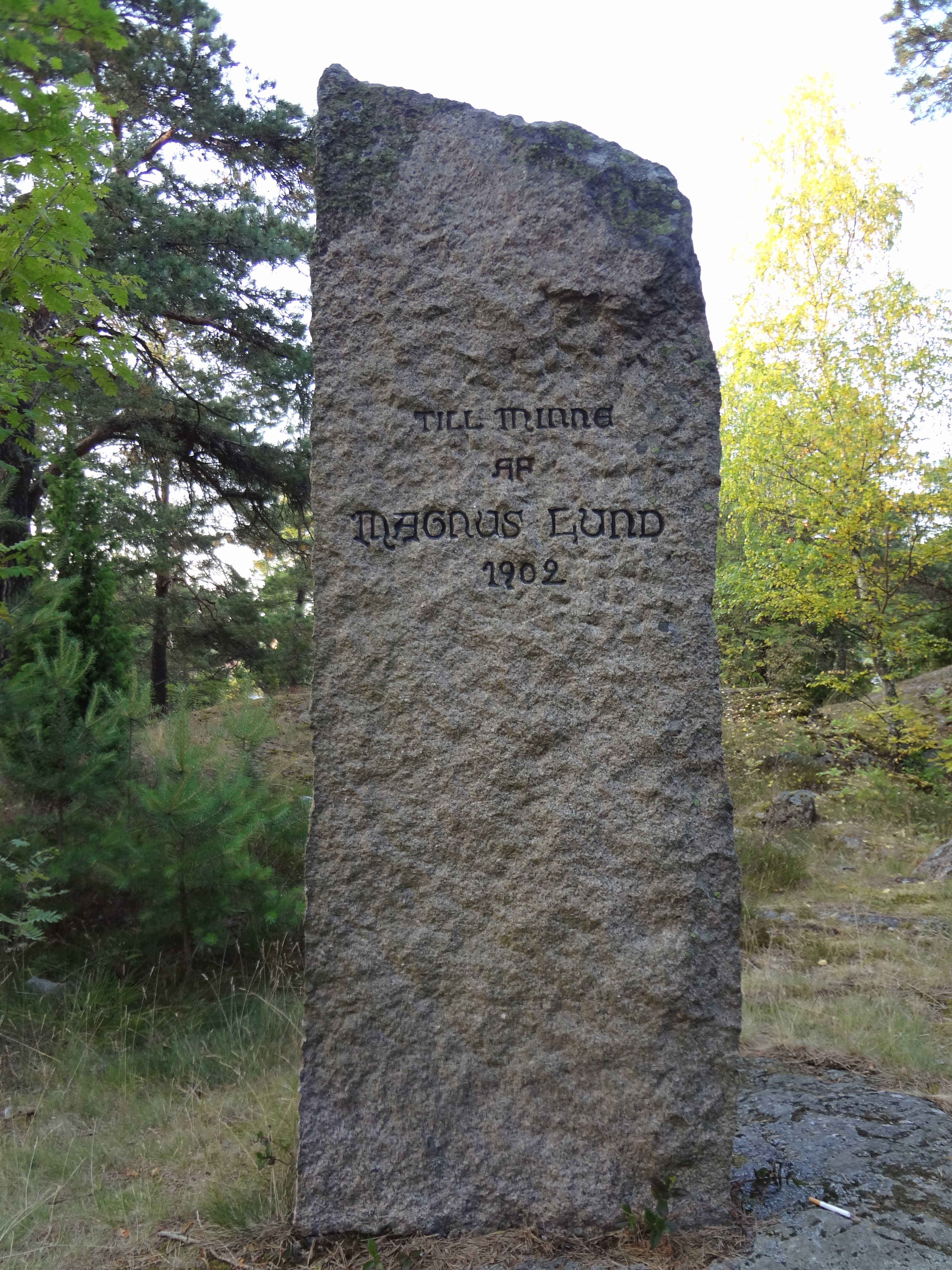
Minnesstenen på Långberget i Strängnäs.

Fredrik Magnus Lund (i riksdagen kallad Lund i Stockholm), född 10 oktober 1831 i Lilla Malma församling, Södermanlands län, död 3 juni 1902 på Mössebergs kurort, Friggeråkers församling, Skaraborgs län (folkbokförd i Jakob och Johannes församling, Stockholms stad), var en svensk järnkramhandlare och riksdagspolitiker.
Magnus Lund var järnkramhandlare i Stockholm. Han var även politiker och som sådan ledamot av riksdagens andra kammare.
Det står en minnessten över Magnus Lund på Långberget i Strängnäs då han donerade 120 000 kronor till att "försköna Strängnäs stad" som användes för att anlägga skogsparken på Långberget.